# Touit
Touit – rodzaj ptaków z podrodziny papug neotropikalnych (Arinae) w rodzinie papugowatych (Psittacidae).

## Zasięg występowania
Rodzaj obejmuje gatunki występujące w Ameryce Centralnej i Południowej.

## Morfologia
Długość ciała 14–18 cm; masa ciała 52–84 g.

## Systematyka

### Etymologia
- Touit: tupi nazwa Tuí eté „naprawdę mała papuga”, dla barwniczek[7].
- Pyrrhulopsis: rodzaj Pyrrhula Brisson, 1760 (gil); gr. οψις opsis „wygląd”[8]. Gatunek typowy: Psittacus huetii Temminck, 1830.
- Urochroma: gr. ουρα oura „ogon”; χρωμα khrōma, χρωματος khrōmatos „kolor”, od χρωζω khrōzō „poplamić”[9]. Gatunek typowy: Psittacus huetii Temminck, 1830.
- Euchroura: gr. ευχρους eukhrous „pięknie ubarwiony”, od ευ eu „dobry”; χροα khroa „kolor”; ουρα oura „ogon”[10]. Nowa nazwa dla Urochroma Bonaparte, 1856 ze względu na puryzm.

### Podział systematyczny
Do rodzaju należą następujące gatunki:
- Touit stictopterus (P.L. Sclater, 1862) – barwniczka plamkoskrzydła
- Touit costaricensis (Cory, 1913) – barwniczka czerwonoczelna
- Touit dilectissimus (P.L. Sclater & Salvin, 1871) – barwniczka niebieskoczelna
- Touit huetii (Temminck, 1830) – barwniczka czarnoczelna
- Touit batavicus (Boddaert, 1783) – barwniczka liliowosterna
- Touit melanonotus (zu Wied-Neuwied, 1820) – barwniczka brunatnogrzbieta
- Touit purpuratus (J.F. Gmelin, 1788) – barwniczka brązowogłowa
- Touit surdus (Kuhl, 1820) – barwniczka żółtosterna